# 안좌 여흘리 우실
안좌 여흘리 우실은 전라남도 신안군 안좌면 여흘리에 있다. 2009년 12월 16일 신안군의 향토유적 제13호로 지정되었다.

## 개요
서쪽바다의 해풍을 막는 방풍림과 바다소리를 막는 방음림의 역할을 하였다